# مقاطعة بيكر (مينيسوتا)
مقاطعة بيكر (بالإنجليزية: Becker County)‏ هي إحدى مقاطعات ولاية مينيسوتا في الولايات المتحدة الأمريكية.